# Puig del Cérvol
El Puig del Cérvol és una muntanya de 311 metres que es troba entre els municipis de Castelldefels i Gavà, a la comarca del Baix Llobregat, i Sitges a la del Garraf. Principalment està constituït per dolomies i calcàries dels períodes Juràssic i Cretaci inferior, excepte a la seva part nord-oest, on els materials són calcàries amb intercalacions dolomítiques dels períodes Valanginià i Barremià del Cretaci inferior.
Al sud del turó, a 295 metres d'altitud, es troben les runes d'una pleta. Aquesta edificació anomenada Pleta dels Vaquers (Pleta del Cérvol) o Corral d'en Vinyes (Corral del Cérvol). És esmentada en un document de l'any 1538. L'ús de pletes a l'aire lliure de pedra en sec es dona entre els segles XVI i XIX en els llocs més muntanyosos del Massís del Garraf. Es caracteritzen per ubicar-se adosades a masies o aïllades, de planta rectangular, una part de la superfície a l'aire lliure i una altra coberta de teules. Els ramats transhumants que venien a hivernar aprofitaven l'existència de pastures d'hivern i les temperatures benignes.
Pel cim del turó passa un sender local de petit recorregut (SL-C 99) de 6,1 km, que va des del Centre d'Activitats Ambientals de Cal Ganxo (Castelldefels) al cim de La Morella (Begues), el més alt del Massís del Garraf.